# Сага про Сурлунгів

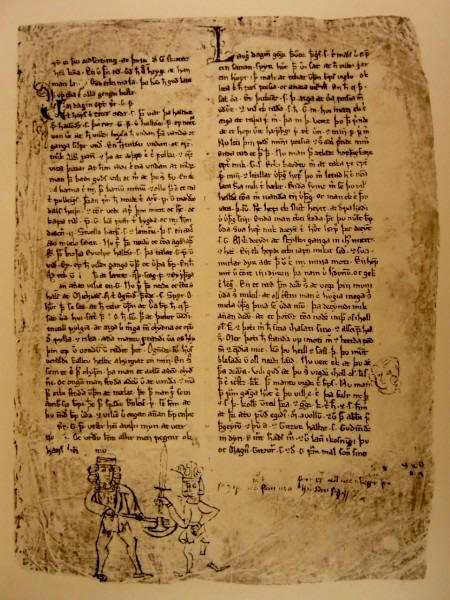
Рукопис AM 122 a fol. Сага про Стурлунгів (Університет Ісландії).

«Сага про Стурлунгів» (ісл. Sturlunga saga; часто її називають просто «Стурлунга») — збірка ісландських саг різних авторів XII-XIII століть. Збірка була впорядкована приблизно в 1300 році. Здебільшого йдеться про історію Стурлунгів, могутнього родинного клану епохи Стурлунгів у Ісландській Співдружності.
Сага про Стурлунгів переважно охоплює історію Ісландії між 1117 та 1264 роками. Починається з легенди про  регіонального правителя в Норвегії кінця IX століття, який переїжджає до Ісландії, щоб уникнути зростання влади короля Гаральда Файнхейра. Більш історичні саги починаються в 1117 році, напр. Þorgils saga ok Hafliða. Інші саги, що увійшли до збірки: Sturlu saga, Prestssaga Guðmundar Arasonar, Guðmundar saga biskups, Hrafns saga Sveinbjarnarsonar, Þórðar saga kakala, Svínfellinga saga та Íslendinga saga, складена Стурлою Тордарсоном, яка становить майже половину збірки та охоплює період 1183 – 1264 років. Упорядник зібрав фрагменти в хронологічному порядку, додав так зване скандинавське пасмо, а також генеалогії, і намагався об’єднати їх в єдину працю, зазвичай замінюючи початок і кінець на сполучний уривок. У деяких випадках він розбивав саги для досягнення хронологічного порядку. Компіляцію часто вважають жанром саг, samtíðarsögur або «сучасних саг».
Сага про Стурлунгів є основним джерелом історії Ісландії протягом XII-XIII століть і була написана людьми, які пережили внутрішню боротьбу за владу, що закінчилася втратою суверенітету Ісландії та підкоренням її Норвегією в 1262-1264 роках; описи ран у сазі про Іслендінгу настільки детальні, що вони можуть базуватися на свідченнях очевидців, використаних у позовах про компенсацію. Це джерело також цінне для деталей соціальної історії.  Непрямі докази свідчать про те, що сагу склав Тор Нарфасон (пом. 1308), який, можливо, також написав Geirmundar þáttr і Haukdæla þáttr і, можливо, також Sturlu þáttr .
Твір зберігається в ледь відмінних версіях у двох пошкоджених західноісландських пергаментах, датованих другою половиною XIV століття, Króksfjarðarbók і Reykjafjarðarbók (AM 122 a fol. і AM 122 b fol.),  та в паперовому рукописі XVII ст., складеному з цих. Перший також містить матеріал із саги про Хаконара про Хаконарсонара; остання містить інтерполяції з саги про Оргіла Скарду, а також містить саги про Стурлу þáttr і дві саги, які зазвичай не вважаються частиною саги про Стурлунгів, сагу про Яртегна, сагу про Гудмундарів і сагу про Арну.